# Blog
Ein Blog [blɔg] (urspr. das, heute auch der) oder auch Weblog [ˈwɛb.lɔg] (Wortkreuzung aus englisch Web und Log für „Logbuch“ oder „Tagebuch“) ist ein meist auf einer Website geführtes und damit meist öffentlich einsehbares Tagebuch oder Journal, in dem mindestens eine Person, der Blogger, international auch Weblogger genannt, Aufzeichnungen führt, Sachverhalte protokolliert („postet“) oder Gedanken niederschreibt. Die Tätigkeit des Schreibens in einem Blog wird als Bloggen bezeichnet. Die Deutsche Nationalbibliothek bezeichnet Blogs als Internetpublikationen und vergibt seit Herbst 2013 an Weblogs auch ISSNs.
Meist ist ein Blog eine chronologisch abwärts sortierte Liste von Einträgen, die in bestimmten Abständen umbrochen wird. Der Blogger ist Hauptverfasser des Inhalts, und häufig sind die Beiträge aus der Ich-Perspektive geschrieben. Das Blog bildet ein Medium zur Darstellung von Aspekten des eigenen Lebens und von Meinungen zu spezifischen Themen, je nach Professionalität bis in die Nähe eines Nachrichtenportals mit besonderem Gewicht auf Kommentaren. Oft sind auch Kommentare oder Diskussionen der Leser über einen Artikel möglich. Damit kann das Medium sowohl dem Ablegen von Notizen in einem Zettelkasten, dem Zugänglichmachen von Informationen, Gedanken und Erfahrungen, etwas untergeordnet auch der Kommunikation dienen, ähnlich einem Internetforum. In den 2010er Jahren haben sogenannte „Microblogging“-Plattformen wie Twitter und Instagram zu Lasten traditioneller Web-basierter Blogs an Bedeutung gewonnen.

## Begriff
Das Wort Blog ist die Abkürzung von Weblog, eine Zusammensetzung aus den beiden englischen Wörtern web, für Netz, und log, für Logbuch bzw. Tagebuch. Der Begriff Weblog tauchte 1997 erstmals auf der Website von Jorn Barger auf. Die Abkürzung Blog für Weblog stammt aus dem Jahr 1999 – in dem Jahr, in dem allgemein der Aufstieg dieser Art von Websites begann – und wurde von Peter Merholz geprägt, der damit zum Ausdruck bringen wollte „wir bloggen“, englisch „we blog“ für „web log“. Zitat: “For What It’s Worth: I’ve decided to pronounce the word 'weblog' as 'wee-blog'. Or 'blog' for short.”
Nach 2001 wurden auch die traditionellen Massenmedien auf die neue Darstellungsform aufmerksam. Erste Forschungsarbeiten aus der Journalistik über das Phänomen erschienen und immer mehr Privatnutzer begannen, sich ein eigenes Weblog einzurichten. Gleichzeitig etablierten sich einige Blogs als angesehene Medien. Um die unterschiedlichen Charakteristika der Blogs begrifflich abzugrenzen, spricht man von Informationsblogs und Meinungsblogs, die sich auch organisatorisch voneinander unterscheiden. Meinungsblogs können nicht nur der Kommunikation privater Meinungen dienen, sondern können auch redaktionell gestaltete Informationsseiten sein, die der Meinungsbildung dienen sollen; die Begriffsabgrenzung ist dann nicht mehr gegeben bzw. der Übergang kann fließend sein. Da die Unterscheidung nicht immer klar ersichtlich ist, achten journalistische Blogbetreiber verstärkt darauf, die Inhalte innerhalb desselben Blogs klar voneinander abzugrenzen und kenntlich zu machen, wie z. B. im Jahr 2015 auf Spiegel Online geschehen.

## Geschichte
Am 13. November 1990 ging die Website des Informatikers Tim Berners-Lee online, die heute als erstes Blog gilt, auch wenn die Wörter weblog und blog damals noch nicht existierten. Berners-Lee nutzte es zum Informationsaustausch zwischen Wissenschaftlern vom europäischen Kernforschungszentrum am CERN bei Genf, wo er zu der Zeit arbeitete. Zur Ehre des ersten Blogs wird seit 2018 am 13. November der Tag des Bloggens gefeiert.
Mitte der 1990er Jahre folgte eine Reihe anderer Blogs. Sie wurden z. B. Online-Tagebücher genannt und waren Websites, auf denen Internetnutzer periodisch Einträge über ihr Leben machten. Frühe deutschsprachige Weblogs waren etwa netzine.de (1. Ausgabe am 3. Januar 1996 im Netz) von Walter Laufenberg, Robert Brauns Weblog, Moving Target und das von Christiane Schulzki-Haddouti gegründete „Cybertagebuch“, das sich an Kinder und Jugendliche richtete und später von der Aktion Sorgenkind übernommen wurde. Über das CL-Netz wurde das Zagreb Diary des niederländischen Journalisten Wam Kat verbreitet.
Ab 1996 wurden Dienste wie Xanga eingerichtet, die Internetnutzern auf einfache Weise das Einrichten eines eigenen Weblogs ermöglichten. 1997 wurde eines der ersten Blogs gestartet, das bis heute existiert, namens Scripting News von Dave Winer. Ein weiteres frühes Blog war Robot Wisdom von Jorn Barger, das als erstes mit dem Begriff „Weblog“ bezeichnet wurde. Nach einem langsamen Start wiesen solche Seiten ab Ende der 1990er Jahre ein schnelles Wachstum auf. So wuchs Xanga vom ersten Blog im Jahr 1998 auf 21 Millionen im Jahr 2005. Seit einigen Jahren wird das „Bloggen“ auch geschäftlich in sogenannten Corporate Blogs oder Unternehmensblogs genutzt. So betreiben viele Medien inzwischen eigene Blogs, um ihren Leserkreis zu erweitern und Rückmeldungen von ihren Lesern zu bekommen. Der US-amerikanische Wörterbuchverlag Merriam-Webster wählte die Kurzform „Blog“ zum Wort des Jahres 2004.
In Deutschland betreiben laut der Allensbacher Computer- und Technik-Analyse 8,4 % der Internetnutzer ein eigenes Blog. Weltweit soll es (Stand: Oktober 2011) insgesamt etwa 173 Millionen Blogs geben und mindestens 200 kostenlose Blog-Anbieter.

## Technische Merkmale von Weblogs
Grundsätzlich lässt sich die Menge der Weblogs in zwei Kategorien unterteilen, nämlich in
- solche, die ähnlich dem Software-as-a-Service-Prinzip von einem meist kommerziellen Anbieter betrieben und beliebigen Nutzern nach einfacher Registrierung zur Verfügung gestellt werden, und
- solche, die von den jeweiligen Inhabern auf ihrem individuellen Server oder Webspace meist unter eigener Domain betrieben werden.

Bekannte Anbieter für Blog-Communitys sind Googles Blogger.com, WordPress und Tumblr; daneben bieten auch einige soziale Netzwerke ihren Mitgliedern Blog-Funktionalitäten an.
Für den Betrieb eines individuellen Weblogs auf eigenem Webspace benötigt man eine entsprechende Weblog-Software und zumindest rudimentäre Kenntnisse in HTML und der jeweils verwendeten Servertechnik. Da sich individuelle Weblogs sehr flexibel an die eigenen Bedürfnisse anpassen lassen, werden diese oft auch als reine Content-Management-Systeme eingesetzt, was sie rein technisch gesehen auch sind. Unter Umständen kann eine solche Konfiguration dazu führen, dass die entsprechende Website überhaupt nicht als Blog wahrgenommen wird.
Während viele Blogs in den Blog-Communitys naturgemäß sehr stark auf den sozialen und kommunikativen Aspekt abzielen, finden sich unter den individuell gehosteten Blogs auch viele, die der publizistischen Meinungsäußerung oder dem Bereich der Kundenkommunikation zuzuordnen sind und dementsprechend unter die Regelungen des Telemediengesetzes (unter anderem die Impressumspflicht) fallen.

## Kommunikationswissenschaftliche Merkmale von Weblogs
Charakteristische Merkmale dieser Kommunikationsform sind die Individualisierung der Kommunikation, die Reflexivität hinsichtlich der Medienkommunikation, die Verlinkung und Vernetzung der Webkommunikation bis hin zur Blogosphäre, die Filterung und Selektion der Medienkommunikation durch die Blogger als eine Art neue Gatekeeper, die Interaktivität aller Beteiligten, die Aufhebung der Grenze zwischen Rezipient und Produzent und damit auch zwischen Profis und Laien (was allerdings nicht das Bloggen durch „Kommunikationsprofis“ wie Journalisten ausschließt).

## Technik

### Software
Charakteristisch für Weblog-Publishing-Systeme ist, dass es mit ihnen sehr einfach ist, Webseiten zu publizieren. Es sind Content-Management-Systeme, die das Anlegen neuer Inhalte sowie die Veränderung und Kommentierung auch für ungeübte Nutzer ermöglichen, dabei jedoch wenig Variationen im Webdesign zulassen. Die gestalterische Anpassung erfolgt meist einmalig bei der Installation durch die Auswahl einer von mehreren verfügbaren Design-Schablonen (Vorlagen). Bei vielen Blogsystemen (zum Beispiel WordPress) lässt sich das Aussehen durch Wechsel der Vorlagen (englisch: „templates“) (oder gar Einspielen eigener) auch nachträglich ändern.
Weblog-Software kann auf eigenem Webspace installiert oder als ASP-Dienst bei kostenlosen oder kostenpflichtigen Anbietern genutzt werden. Zu den bekanntesten Blog-Softwaresystemen gehören Serendipity, WordPress, Movable Type und Textpattern, die meist auf PHP basieren. Mietangebote (Application Service Provider) im deutschsprachigen Raum sind zum Beispiel LiveJournal, Twoday.net oder Blogger.com.
Die veröffentlichten Beiträge und Kommentare sind meist auch per Web-Feed lesbar. Dafür erscheint in modernen Browsern ein Icon (meist in der Adressleiste), oder es wird ein Hyperlink bereitgestellt, der mit dem zu abonnierenden Datenstrom verbunden ist.

### Elemente

#### Einträge bzw. Posts
Die Einträge, auch Blogartikel, Postings, Blogpostings oder Posts genannt, sind die Artikel, welche die Hauptbestandteile eines Weblogs darstellen. Sie werden üblicherweise umgekehrt chronologisch aufgelistet, die neuesten Beiträge findet man also zuoberst im Weblog. Ältere Beiträge werden zum Teil auf weiteren Seiten angezeigt oder in Archiven aufgelistet.

#### Thread
Als Thread wird hier die Gesamtheit der aufeinander folgenden Beiträge zu einem bestimmten Thema innerhalb eines Blogs bezeichnet.

#### Permalinks
Jeder Eintrag, bei manchen Weblog-Systemen auch jeder Kommentar, besitzt eine eindeutige und sich nicht verändernde, permanente Webadresse (URL). So können andere Nutzer oder andere Blogs direkt einzelne Texte anstatt des gesamten Weblogs verlinken und auf diese verweisen. Diese permanenten Links („Permalinks“) werden z. B. genutzt, wenn man einen einzelnen Artikel aus einem Web-Feed heraus aufruft.

#### Kommentare
Siehe auch: Kommentarbereich
Bei vielen Weblogs ist es möglich, eine eigene Meinung zu einem Eintrag zu veröffentlichen. Ein solcher Kommentar wird dann auf derselben Seite wie der Eintrag selbst oder als Popup angezeigt. Bei vielen Weblogs kann man jedoch festlegen, ob der Kommentar sofort angezeigt wird oder moderiert, also vom Inhaber geprüft und dann freigeschaltet werden muss. Dies wird häufig angewandt, um Vandalismus und Spam in den Blogs zu verhindern.

#### Trackback und Pingback
Wenn der Blogger A auf einen Beitrag von Blogger B verlinkt, wird dies über die Trackback-Funktion automatisch auf der verlinkten Seite angezeigt, ähnlich wie ein Kommentar. So weiß der verlinkte Blogger B oder einer seiner Leser, dass ein anderer Blogger auf diesen Beitrag verwiesen hat. Nicht jede Weblog-Software unterstützt diese Funktion.

#### Web-Feed

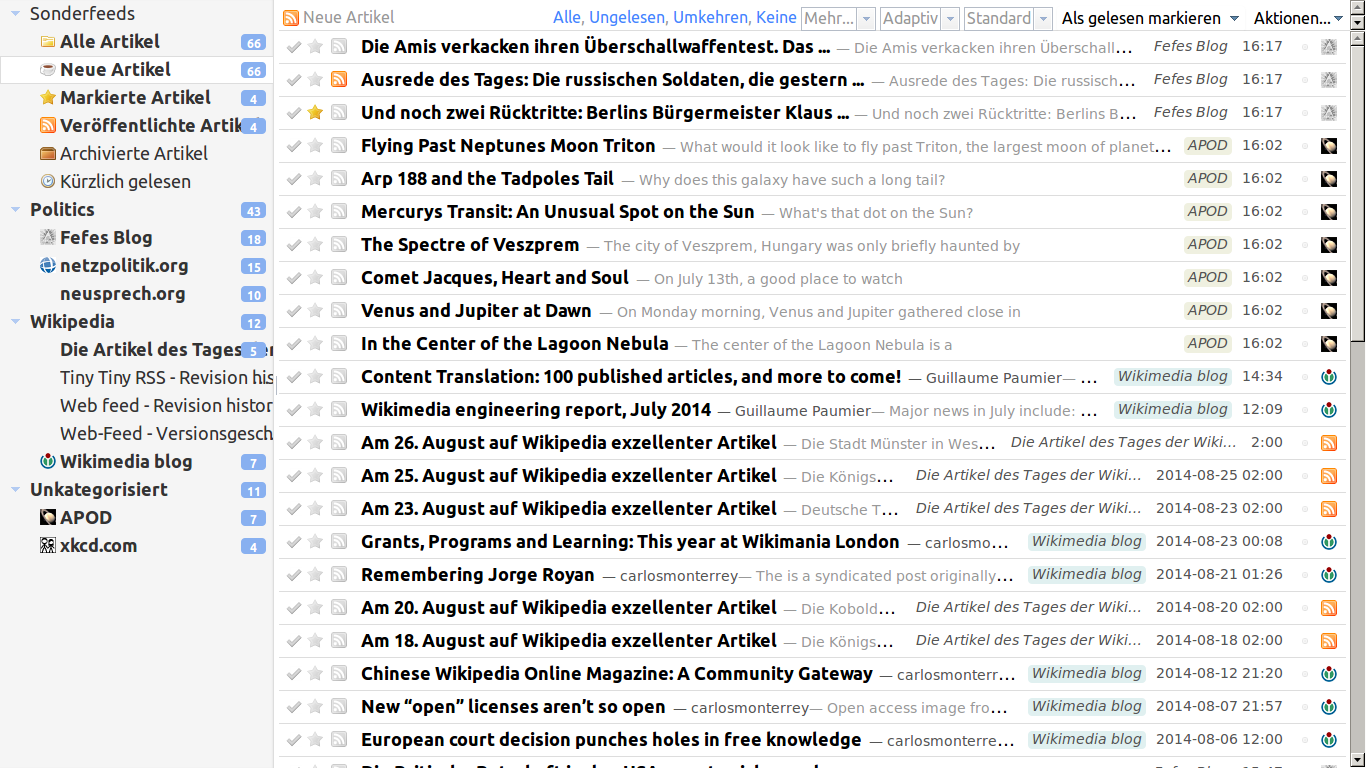
Feedreader mit mehreren abonnierten Blogs

Ein Web-Feed enthält die Inhalte eines Weblogs in vereinheitlichter Form. Ein Feed kann mittels Feedreader von einem interessierten Leser abonniert werden. Mit dem Feedreader kann der Leser mehrere Blogs auf einen Blick überschauen und erkennen, in welchem abonnierten Weblog es neue Beiträge gibt. Diese Beiträge können auch im Feedreader gelesen werden. Es gibt mehrere technische Formate für Feeds, die gängigsten sind RSS und Atom.

#### Blogroll
Eine Blogroll (deutschsprachig auch „Blogrolle“) ist eine öffentliche Linksammlung zu anderen Weblogs, die meist gut sichtbar auf der Startseite und allen Unterseiten platziert ist. Autoren von Weblogs haben unterschiedliche Kriterien für die Aufnahme eines fremden Weblogs in ihre Blogroll. Diese reichen von ähnlichen Interessen über die Frequenz neuer Artikel oder Kommentare und geografischen Kriterien bis zu Linktausch. Manche Blogrolls bestehen einfach aus einer Liste von Blogs, die der Autor selbst liest. Blogger, die Blogrolls erstellen, erwarten häufig Backlinks von den verlinkten Blogs.

#### Asides
Asides (auch Clippings oder Snippets) sind kleinere Einträge, die häufig nur aus wenigen Wörtern oder Zeilen bestehen und dazu verwendet werden, um mit einer kurzen Erklärung auf interessante Themen auf anderen Seiten oder Weblogs zu verweisen.

#### Blog-Aktionen
Auf Blogs werden diverse Aktionen durchgeführt, die unter anderem dem Informationsaustausch dienen. Auch der Bekanntheitsgrad eines Blogs hängt von solchen Aktionen ab. Bekannte Blog-Aktionen sind koordiniert, etwa Blogtouren und Blogparaden.

##### Blogtouren
Bei einer Blogtour „tourt“ ein Blogger durch verschiedene Blogs, beispielsweise in Form von Gastbeiträgen oder einem Interview durch den Blogbetreiber. Eine Blogtour wird beispielsweise von Autoren zur Vorstellung ihres Buches genutzt.

##### Blogparade
Bei einer Blogparade ruft ein Websitebetreiber dazu auf, zu einem vorgegebenen Thema Beiträge zu verfassen und sie – meist in Form eines Kommentars zu seinem Startbeitrag – im eigenen Blog einzureichen. Ziel ist die Vernetzung von Bloggern und die Sammlung verschiedener Gedanken und Zugänge zu einem konkreten Themenkomplex. Der Veranstalter kann dabei neben dem Thema auch noch verschiedene Regeln vorgeben und beispielsweise konkrete Fragen stellen.

#### Schlagwortwolken
Schlagwortwolken („Tag Clouds“) listen und gewichten die im Blog verwendeten Schlagwörter auf visuell eindringliche Weise. Sie helfen zum Beispiel beim Indizieren.

## Auswirkungen

### Politik
Viele Menschenrechtler, insbesondere in Ländern wie Iran oder China, benutzen Blogs, um ohne jegliche Zensurmaßnahmen der Regierungen Berichte über Menschenrechtsverletzungen, Zensur und aktuelle politische und soziale Lage etc. zu veröffentlichen. So bloggten viele Journalisten während der gewaltsamen Proteste zu den Präsidentenwahlen im Iran 2009 ihre Berichte für ausländische Medien. Diese Blogs waren eine wichtige Nachrichtenquelle westlicher Medien.
Einige vielgelesene Blogger haben in ihren Heimatländern Kultstatus und können sich aufgrund dieser Prominenz Meinungsäußerungen erlauben, die unbekannte Blogger ins Gefängnis bringen würden. Auch im Westen bekannt ist z. B. der chinesische Blogger Han Han. 2009 bloggten schon 150 Millionen Chinesen.
Viele Politiker benutzen heutzutage Blogs und ähnliche Formate als PR-Mittel während Wahlkampfreisen oder -veranstaltungen. Als eines der ersten Portale weltweit bot wahl.de bereits im August 2005 ausschließlich Politikern das Erstellen eines Blogs an und bündelte die Ergebnisse auf dem Portal. Zu anderen, ähnlichen Formaten gehört beispielsweise Twitter. Bekannt geworden sind dabei einige Fälle, in denen Abgeordnete des deutschen Bundestags während geheimer Abstimmungen Vorab-Ergebnisse an die Öffentlichkeit „twitterten“.

### Entwicklungstendenzen und Gefahren
Manche sehen im Aufkommen von Weblogs und deren starker Verbreitung insbesondere in den USA eine neue Form von Graswurzel-Journalismus, die in Europa leicht in die Tradition des Herstellens von Gegenöffentlichkeit gestellt werden kann. Diese spezielle Gegenöffentlichkeit kann wegen ihrer Internet-Verbreitung, besonders im Zusammenhang mit den Sozialen Medien, direkten Einfluss auf politische und rechtliche Fragen haben. Besonders deutlich wird das am Fall des Blogger-Portals Netzpolitik.org, das Anfang August 2015 indirekt schwere Konflikte zwischen dem Bundesjustizminister, dem Nachrichtendienst des Bundes und dem Generalbundesanwalt verursacht hat (siehe etwa Bloggeraffäre Harald Range).
Das Blook gilt als literarische Weiterentwicklung des Blog.
Die immer größer werdende Verbreitung von Weblogs hat erhebliche Folgen, unter anderem für
- die Zitierfähigkeit: Einzelne Blog-Äußerungen können unter Umständen den Status einer zitierfähigen Quelle erhalten.
- die Presse: Die etablierte Presse führt trotzdem seit langem in ihren online-Ausgaben Blogs als redaktionell betreuten bzw. geführten Inhalt, übernimmt in Blogs aufgebrachte Themen und erkennt sie teilweise als Meinungsmacher an. Beispiele sind unter anderem in Deutschland die Unternehmen Jamba! und Yasni oder die Kampagne Du bist Deutschland, die sich auf Blogs heftiger Kritik ausgesetzt sahen.
- die Unabhängigkeit: Die Popularität der als unabhängig geltenden Blogs versuchen Unternehmen zu nutzen, indem sie Blogger zu positiven Äußerungen über Produkte animieren. Bestechlichkeit gilt unter Bloggern als einer der schlimmsten Vorwürfe überhaupt.[23] Deshalb setzen innovative Unternehmen und Organisationen auf den sogenannten Social Media Newsroom, in dem Blogger auf eigene Initiative mediengerechte Informationen beziehen können.
- den Selbstdatenschutz: Aufgrund der Natur und Anwendung von Weblogs sind gegebenenfalls Rückschlüsse auf die Persönlichkeit des Bloggers möglich. Blogger sollten sich der Tatsache bewusst sein, dass Weblog-Einträge stark verbreitet und langfristig archiviert werden; sie sollten sich daher sehr genau überlegen, was und wie sie formulieren, und sorgfältig den Selbstdatenschutz beachten.
- rechtliche und politische Konflikte: Natürlich sind auch die Persönlichkeits- und Urheberrechte anderer sorgfältig zu berücksichtigen. Insgesamt sollten Blogger die besondere Gefahr beachten, dass sie mit ihren Kommentaren leicht in rechtliche und/oder politische Konflikte geraten können.
- den Blogspam: Weblogs haben analog zu den E-Mail-Benutzern mit einem speziellen Spam-Problem zu kämpfen, dem sogenannten Blogspam, der gezielten Verfälschung von Blog-Einträgen mit vorgetäuschten Adressen.

### Deutsches Telemediengesetz
In Deutschland fallen Blogs in den Regelungsbereich des Telemediengesetzes (in Kraft seit März 2007). Da nach dem Gesetzestext auch Weblogs als Telemedien anzusehen sind, sind Weblog-Betreibern damit bestimmte Kennzeichnungspflichten auferlegt. Dazu zählen unter anderem die Notwendigkeit eines Impressums, sofern es sich um ein geschäftsmäßiges Weblog handelt.
Kritiker bemängeln die Unschärfe des Gesetzestextes, der nicht explizit die Kriterien nennt, ab wann genau ein Weblog als geschäftsmäßig gilt.

### Blog-Aggregatoren
Neben speziellen Werkzeugen zur Suche in und Analyse von Blogs gibt es auch sogenannte Blog-Aggregatoren. Diese dienen, ähnlich wie die Nachrichten-Aggregatoren, dazu, entweder eine allgemeine Diskussionszusammenfassung der Blogosphäre zu erstellen oder eine nutzerspezifische Zusammenfassung und Sammlung von ausgewählten Blogposts zu erzeugen.
Ein Beispiel für einen Blog-Aggregator ist Rivva.